# ابن اشته
ابوبکر، محمد بن عبدالله بن محمد بن اشته ابن اشته اصفهانی (درگذشته ۹۷۱ میلادی)، نحوی و ادیب سده ۴ قمری و اهل اصفهان بود. او به مصر مهاجرت کرد و تا پایان عمر در آن سرزمین زیست. نزد ابوبکر بن مجاهد، محمد بن احمد بن حسن کسایی، محمد بن یعقوب المعدل، ابوبکر نقاش، ابوبکر آدمی، ابراهیم بن جعفر باطرقانی، محمد بن احمد بن عبدالوهاب و عبداللَّه بن باذان و یوسف بن جعفر بن معروف، درس خواند. خلف بن ابراهیم، عبداللَّه بن محمد بن اسداندلسی، عبدالمنعم بن غلبون، محمد بن عبداللَّه المؤدب از شاگردان وی بودند. سرانجام در مصر درگذشت. از آثار وی: «المحبر»؛ «المفید فی الشاذ» یا «شواذ القراآت»؛ «المصاحف».